# Vleermuisvissen
De vleermuisvissen of Ogcocephalidae zijn een familie van bodemvissen die in de diepere wateren van de oceaan voorkomen.

## Geslachten
- Coelophrys A. B. Brauer, 1902
- Dibranchus W. K. H. Peters, 1876
- Halicmetus Alcock, 1891
- Halieutaea Valenciennes, 1837
- Halieutichthys Poey, 1863
- Halieutopsis Garman, 1899
- Malthopsis Alcock, 1891
- Ogcocephalus G. Fischer, 1813
- Solocisquama Bradbury, 1999
- Zalieutes D. S. Jordan & Evermann, 1896